# Jeannot Ahoussou-Kouadio
Jeannot Ahoussou-Kouadio (Raviart, 6 maart 1951) is een Ivoriaans politicus. Hij is lid van de Parti démocratique de la Côte d'Ivoire (PDCI-RDA), een partij onder leiding van voormalig president Henri Konan Bédié.
Ahoussou-Kouadio bekleedde verschillende posten in de Ivoriaanse regering. Zo was hij minister van Industrie (2002–2005) en minister van Justitie (2010–2012). Op 13 maart 2012 werd Ahoussou-Kouadio door president Ouattara benoemd tot premier van Ivoorkust. Hij bekleedde deze functie gedurende acht maanden. Ouattara ontbond de regering-Kouadio op 14 november 2012 vanwege onenigheid binnen de coalitie. Op 21 november 2012 werd een nieuwe regering gevormd en werd Daniel Kablan Duncan, eveneens een politicus van de PDCI, voorgesteld als de nieuwe premier.
Ahoussou-Kouadio was tussen april 2018 en oktober 2023 voorzitter van de Senaat van Ivoorkust.